# Brunoniella
Brunoniella es un género de plantas con flores perteneciente a la familia Acanthaceae. El género tiene seis especies de hierbas, naturales de Nueva Guinea y Australia.

## Taxonomía
El género fue descrito por Cornelis Eliza Bertus Bremekamp y publicado en Proceedings of the Koninklijke Nederlandse Akademie van Wetenschappen, Series C: Biological and Medical Sciences 67: 305. 1964. La especie tipo es: Brunoniella acaulis

## Especies  deBrunoniella
- Brunoniella acaulis
- Brunoniella australis
- Brunoniella linearifolia
- Brunoniella neocaledonica
- Brunoniella pumilio
- Brunoniella spiciflora